# أحمد عابد
أحمد عابد (بالعبرية: אחמד עאבד؛ مواليد 30 مارس 1990) هو لاعب كرة قدم عربي إسرائيلي، يلعب في مركز المهاجم في صفوف نادي عيروني كريات شمونة والمنتخب الإسرائيلي لكرة القدم.

## مسيرته الكروية

### مع الأندية
نشأ أحمد عابد في نادي أخاء الناصرة، الذي لعب في فريق الشباب التابع له، وفي 31 ديسمبر 2008 خاض مباراته الأولى مع الفريق الأول ضد هبوعيل رعنانا.
في صيف عام 2011، انتقل إلى نادي عيروني كريات شمونة، وأحرز معه لقبي الدوري وكأس التوتو في موسمه الأول. وفي 7 مايو 2014، أحزر الهدف الوحيد في نهائي كأس الدولة الإسرائيلي ضد مكابي نتانيا، في الوقت الإضافي، مانحاً فريقه اللقب.

### مع المنتخب
في 14 نوفمبر 2012، خاض مباراته الأولى مع المنتخب الإسرائيلي تحت 21 سنة ضد بيلاروسيا. وفي أكتوبر 2016، إستدعي للمرة الأولى للمشاركة مع المنتخب الأول في مباراته أمام مقدونيا ضمن التصفيات المؤهلة لكأس العالم 2018.

## الإنجازات
عيروني كريات شمونة
- الدوري الإسرائيلي: 2011\12
- كأس الدولة الإسرائيلي: 2013\14
- كأس التوتو: 2011\12
- كأس السوبر الإسرائيلي: 2015\2016

## روابط خارجية
- أحمد عابد على موقع الاتحاد الأوربي (الإنجليزية)
- أحمد عابد على موقع قاعدة بيانات كرة القدم.إي يو (الإنجليزية)
- أحمد عابد على موقع Soccerway.com (الإنجليزية)